# قائمة كلمات عربية دخيلة في الإنجليزية
تلك القائمة تحوي العديد من الكلمات التي دخلت اللغة الإنجليزية قادمة من كلمات ذات أصول عربية. هناك بعض الكلمات التي انتقلت من اللغة العربية إلى اللغة الإنجليزية. الكلمات التالية دخلت إلى اللغة الإنجليزية إما مباشرة من العربية أو غير مباشرة من خلال تمرير الكلمة من العربية إلى لغات أخرى ومن ثم إلى اللغة الإنجليزية. معظم تلك الكلمات دخلت عبر اللغات الرومانسية قبل دخولها اللغة الإنجليزية.
لكي تدخل «الكلمة» في تلك القائمة أدناه، يجب أن تُذكر في قواميس اللغة الإنجليزية باعتبارها تنحدر من العربية. وقد استخدمت بضعة قواميس كمصادر لتلك القائمة.
الكلمات المرتبطة بالدين الإسلامي تم جمعها في قائمة مختلفة في صفحة: «مفردات واصطلاحات إسلامية». كما تم حذف الكلمات القديمة والنادرة التي لم تعُد مستخدمة اليوم في اللغة الإنجليزية.
هناك قائمة أكبر تشمل الكلمات ذات الأصل العربية التي نادراً ما يُنظر إليها في اللغة الإنجليزية تم جمعها في قاموس ويكاموس (English terms derived from Arabic)

## قوائم لبعض المفردات المتخصصة

### أسماء نباتية عربية
دخلت أسماء النباتات التالية النصوص اللاتينية في العصور الوسطى قادمة من اللغة العربية. اليوم، هي أسماء التصنيف المنهجي الدولي (معروفة كأسماء «لاتينية»):
Azadirachta, Berberis, Cakile, Carthamus, Cuscuta, Doronicum, Galanga, Musa, Nuphar, Ribes, Senna, Taraxacum, Usnea, Physalis alkekengi, Melia azedarach, Centaurea behen, Terminalia bellerica, Terminalia chebula, Cheiranthus cheiri, Piper cubeba, Phyllanthus emblica, Peganum harmala, Salsola kali, Prunus mahaleb, Datura metel, Daphne mezereum, Rheum ribes, Jasminum sambac, Cordia sebestena, Operculina turpethum, Curcuma zedoaria, Alpinia zerumbet + Zingiber zerumbet
بقي العالِم النباتي الإيطالي بروسبيرو ألبيني في مصر لعدة سنوات في عام 1580م، وقدّم إلى أسماء النباتات اللاتينية من اللغة العربية من مصر الأسماء التالية:
| الكلمة العربية | الكلمة الإنجليزية | المعنى                                        | المراجع     |
| -------------- | ----------------- | --------------------------------------------- | ----------- |
|                | Abrus             |                                               |             |
| حب المسك       | Abelmoschus       |                                               | [ 2 ] [ 3 ] |
| لبلب           | Lablab            |                                               | [ 4 ]       |
| ملوخية         | Melochia          | أُطلِقت التسمية على نبات آخر في اللغات الأجنبية |             |

### كلمات النسيج العربية
| الكلمة العربية | الكلمة الإنجليزية | المعنى              | المراجع     |
| -------------- | ----------------- | ------------------- | ----------- |
| بخاري          | Buckram           | نسبة لمدينة بخارى   | [ 5 ]       |
| شَفّ             | Chiffon           |                     | [ 6 ]       |
| فسطاطي         | Fustian           | نسبة لمدينة الفسطاط | [ 7 ]       |
|                | Gabardine         |                     |             |
| زيتوني         | Satin             | نسبة لمدينة الزيتون | [ 8 ] [ 9 ] |
|                | Wadding           |                     |             |

### كلمات المطبخ العربية
Baba ghanoush, Couscous, Falafel, Fattoush, Halva, Hummus, Kibbeh, Kebab, Lahmacun, Shawarma, Tabouleh, Tahini, Za'atar
Ful medames, Kabsa, Kushari, Labneh, Mahleb, Mulukhiyah, Ma'amoul, Mansaf, Shanklish, Tepsi Baytinijan , Jallab
انظر: مطبخ عربي.

### كلمات الموسيقى العربية
Ataba, Baladi, Dabke, Darbouka, Khaleeji, Maqam, Mawal, Mizmar, Oud, Qanun, Raï, Raqs sharqi, Takht, Taqsim.

## القائمة
الكلمات التي دخلت اللغة الإنكليزية قادمة من كلمات ذات أصول عربية. مرتبة أبجدياً:
| الكلمة العربية          | الكلمة الإنجليزية                              | المعنى | المراجع                     |
| ----------------------- | ---------------------------------------------- | --- | --------------------------- |
| صفر                     | cipher                                         | شيفرة | [ 10 ] [ 11 ]               |
| قيراط                   | carat                                          | وحدة وزن | [ 12 ] [ 13 ]               |
| صفر                     | zero                                           | | [ 14 ] [ 15 ]               |
| الإكسير                 | elixir                                         | al-'iksīr, (1) philosopher's stone; (2) medicinal potion. From Greek xērion, powder for drying wounds | [ 16 ] [ 17 ] [ 18 ]        |
| الإنبيق                 | alembic                                        | اداة كيميائية للتقطير، وهي كلمة تعود جذورها إلى العربية للكلمة الأغريقية ambix وتعني "كوب." قام الإغريق بأول تقطير كيميائي في الإسكندرية بمصر في القرن الثالث بعد الميلاد. وتحولت كلمة ambix للعربية في القرن 9 لتصبح (اإنبيق). وبعد ذلك في القرن 12 عرفت باللاتينية (alembicus). | [ 19 ] [ 20 ]               |
| الباذنجان               | aubergine                                      | | [ 21 ] [ 22 ]               |
| الجبر                   | algebra                                        | الجبر، استعادة الأجزاء المفقودة. وتفيد التقارير أن هذه الكلمة دخلت اللغة الإنجليزية الوسطى بمعنى "الإعداد للكسور في العظام".بالمعنى الحديث الرياضية يأتي من عنوان كتاب "الكتاب المختصر في حساب الجبر والمقابلة"، من قبل عالم الرياضيات المسلم في القرن 9 أبو جعفر محمد ابن موسى الخوارزمي خوارزم في أوزبكستان، مصطلح آخر هي أن تسمية له أدت إلى الخوارزمية algorithm . | [ 23 ] [ 24 ]               |
| جبة                     | Jumper                                         | اليوم تقابل: جوبية. | [ 25 ] [ 26 ]               |
| حشاشين                  | assassin                                       | سفاحين مرتزقة - طاائفة شيعية اسماعيلية نزارية كانت تقوم بعمليات انتحارية واغتيالات ضد السلاجقة والأيوبيون تحت تأثير تعاطيهم الحشيش. حتى وصلت القصة لغرب أوروبا في أواخر القرن 12 وبدايات القرن 13. وشاع لقب الطائفة بالإيطالية بعد حادثة القتل التي حدثت بعد مدة غير طويلة بعد وصولها. ودخلت الكلمة الإيطالية للغة الانجليزية والفرنسية في القرن 16. في الوقت الحالي تطلق بالانجليزية على القاتل المأجور | [ 27 ] [ 28 ]               |
| الخوارزمية ألجوريزم     | algorithm algorism                             | تسمية للعالم الفارسي، محمد بن موسى الخوارزمي، الذي كتب أول كتاب في علم الجبر. بو ترجم هذا الاسم للاتينية في أواخر القرن 12 إلى " Algorismi ". وحتى أواخر القرن 19 algorismus وalgorithm تعني ببساطة بالعربية نظام الأرقام العشرية. انظر الجبر في هذه القائمة. | [ 29 ] [ 30 ] [ 31 ]        |
| الخيمياء الكيمياء       | alchemy chemistry                              | في اللغة العربية الكيمياء أصلها الخيمياء قد استخدمت في القرون الأولى اليونانيه وأيضا في الأسكندرية في مصر.و قد دخلت كلمة الكيمياء لللاتينية في العصور الوسطى. وأوائل السجلات اللاتينية في 1140، أظهرت الكلمة في كتابين ترجما من العربية. وظهرت في أواخر القرون اللاتينية الوسطى صيغ مثل "كيمائي" وادى ذلك لظهور صيغ اخرى في بدايات القرن 16 مثل chimicus وchimista. ملحوظة: الكيمياء هي كلمة عربية وهي الكيمياء المستخدمة الآن، أما الخيمياء فهي طقوس سِحرية. وهي عند العرب فن تحويل المعادن. | [ 32 ] [ 33 ]               |
| الكحول الغول            | alcohol                                        | الكحل مسحوق ناعم قريب للبودرة.و قد دخلت الكلمة بمعنى الكحل لللاتينية في القرن 13 وأصبحت في القرن 14 بمعنى أي مادة مسحوقة ومطحونة. ففي أواخر الأدب الكيميائي الأوروبي تعتبر الخلاصة للجواهر الأرضية. وفكرة " الخلاصة للجواهر الأرضية " واستخدام كلمة "الكحول" للدلالة على إن الخلاصة تتطور في الكيمياء الأوروبية في القرن 14 . و في وقت لاحق في اللاتينية اكتسبت معنى آخر وهي المادة النقية أو المركزة. وتم التوصل لهذا المعنى بسبب وسائل التقطير. وبدأ الكيميائي باراسيلسوس في القرن 16 بتقطير الخمر "الأيثانول" (CH3CH2OH). وقد عرف الكحول في القاموس الأكثر مبيعا في القرن 18 على أنه "مسحوق ناعم جدا وغير محسوس، أو كحول نقي" وتشير كلمة "الكحول" على "جوهر من النبيذ" أو "روح النبيذ". انظر الكحل في هذه القائمة. | [ 34 ] [ 35 ] [ 36 ] [ 37 ] |
| المخا                   | mocha                                          | مخا مدينة في اليمن وتطلق على قهوة (الموكا) | [ 38 ] [ 39 ]               |
| الملغمة                 | amalgam                                        | وهي خليطة أي معدن مع الزئبق | [ 40 ]                      |
| أمير البحار             | admiral                                        | أمير البحر " قائد البحر" كان عنوانا مستخدماً في صقلية.و أعتمد وترجم بواسطة الرومان في صقلية بالشكل اللاتيني. واعتمدت لاحقا في القرون الوسطى من قبل جنوة والفرنسيين.كانت تعني في العربية أمير وقائد جيش المسلمين. وكانت تعني في العصور الوسطى الفرنسية والحديثة الأميرال، دون حرف ' د ' وكانت تعني أمير البحر بالأنجليزية في القرن 15. وأظهرت السجلات اللاتينية من القرون الوسطى عدة صيغ للكلمة مثل amiræus ، وammiratus ، وamirallus ، وadmiralius. وقد أثرت بلا شك الكلمة اللاتينية admire على إضافة حرف "د". | [ 41 ] [ 42 ]               |
| أمير                    | emir                                           | | [ 43 ] [ 44 ] [ 45 ]        |
| بازهر                   | bezoar                                         | عن الفارسية "پادزهر" معربة، أصله باد: ضِدّ، زهر: السم، ويقال بازَهَر بإسقاط الدّال | [ 46 ] [ 47 ]               |
| ببغاء                   | popinjay                                       | | [ 48 ] [ 49 ]               |
| العلف الفصفصة           | alfalfa                                        | علف (برسيم) الفِصْفِصُ | [ 50 ] [ 51 ] [ 52 ]        |
| برسيم                   | berseem                                        | | [ 53 ]                      |
| بورق                    | Borax                                          | عن الفارسية "بوراه" مركب كيميائي (ملح) | [ 54 ] [ 55 ]               |
| تمر هندي                | tamarind                                       | | [ 56 ] [ 57 ]               |
| تنوين                   | nunation                                       | from the Arabic name of the 'n' sound: nuun . Medical term: overly frequent or abnormal use (as in stammering) of the sound of the letter n. |                             |
| يربوع                   | jerboa / gerbil                                | حيوان من فصيلة الفئران | [ 58 ] [ 59 ]               |
| جرة                     | jar                                            | | [ 60 ]                      |
| جلاب                    | julep                                          | | [ 61 ] [ 62 ] [ 63 ]        |
| جمل                     | camel                                          | حيوان | [ 64 ] [ 65 ] [ 66 ]        |
| جن                      | jinn / genie                                   | | [ 67 ] [ 68 ]               |
| حشيش                    | hashish                                        | عقار مخدر | [ 69 ]                      |
| حناء                    | henna                                          | | [ 70 ] [ 71 ]               |
| خرّوب                    | carob                                          | شجرة دائمة الخضرة تنتمي إلى الفصيلة الفولية | [ 72 ] [ 73 ]               |
| دار الصناعة             | arsenal                                        | دار الصناعة، وهي التصنيع الذي تديره الحكومة في القرون الوسطى العربية العملية، وعادة تكون للجيش، وعلى الأخص لسلاح البحرية.وفي عهد الجمهورية البحرية الإيطالية في القرن 12 اعتمدت الكلمة لتعيين ترسانات بناء السفن البحرية، مكانا لبناء السفن والتسليح العسكري للسفن، وإصلاح السفن المسلحة. وفي وقت من القرون الوسطى، وكانت أكبر الترسانة في أوروبا هي ترسانة البندقية. في القرن 14 تنوعت التهجئات الإيطالية واللاتينية وضمت terzana, arzana, arsana, arcenatus, tersanaia, terzinaia, darsena. وكانت تعني ترسانة في القرن 16 في الإنجليزية والفرنسية إما حوض بناء السفن أو دار صناعة أو كلاهما. وتعني ترسانة في اللغة الفرنسية الحالية المعاني نفسها من القرن 16. | [ 74 ] [ 75 ]               |
| قِرْمِز                    | carmine                                        | مادة كيميائية تعتبرخضاب ذو لون أحمر مشرق اللون قرمزي (مأخوذ من حشرة القرمز) | [ 76 ] [ 77 ]               |
| رهج الغار               | realgar                                        | مادة كيميائية معدن كبريتيد الزرنيخ | [ 78 ] [ 79 ]               |
| زباد                    | civet                                          | حيوان | [ 80 ] [ 81 ] [ 82 ]        |
| زرافة                   | giraffe                                        | | [ 83 ]                      |
| زعفران                  | saffron                                        | | [ 84 ] [ 85 ]               |
| سبانخ                   | spinach                                        | | [ 86 ] [ 87 ]               |
| سكر                     | sugar                                          | | [ 88 ]                      |
| سمت الرأس               | zenith                                         | في علم الفلك هو نقطة من الفلك ينتهي اليها الخط الخارج من مركز الأرض على استقامة قامة الشخص. | [ 89 ] [ 90 ]               |
| سمت                     | azimuth                                        | وهي زاوية بين مستوي مرجعي ونقطة، غالبا ما تقاس بالدرجة. وهي في الأساس تعني الطريق، وكانت تشير إلى وجه السفن أو الأشخاص أثناء الترحال قديماً. وهي مسارات، واتجاهات، والأزيموث. وأصلها هو علم الفلك من العصور الوسطى للإسلام والنسخة العربية من آداة الاسطرلاب.أول أستعمال للكلمة في الإنجليزية ظهر في 1390s في مقال جيفري تشوسر على الإسطرلاب، الذي استخدم كلمة عدة مرات. وأول استعمال للكلمة في اللغة الغربية كانت في للأسبانية عام 1270 في مجموعة من الكتب الفلكية التي أخذت بشكل كبير من المصادر العربية ومنهم يبروس ديل صابر دي وعلم الفلك ألفونسو ديل ري دي كاستيلا. | [ 91 ] [ 92 ]               |
| شاش                     | sash                                           | حزام من القماش | [ 93 ] [ 94 ]               |
| شراب، شربات             | sherbet, sorbet, shrub, syrup                  | | [ 95 ] [ 96 ]               |
| صُفّة                     | sofa                                           | suffa, stone ledge | [ 97 ] [ 98 ] [ 99 ]        |
| طحينة                   | tahini                                         | طعام | [ 100 ] [ 101 ]             |
| طرخون                   | tarragon                                       | نبات عشبي يتبع جنس الشيح | [ 102 ] [ 103 ] [ 104 ]     |
| لك                      | lacquer                                        | طلاء | [ 105 ] [ 106 ]             |
| طلق                     | talc                                           | ṭalq, from Persian. | [ 107 ] [ 108 ]             |
| الطوب                   | adobe                                          | يستخدم للبناء (بلوك) | [ 109 ] [ 110 ]             |
| العضادة                 | alidade                                        | أداة مسح (لقياس المسافات في الأفق) | [ 111 ] [ 112 ]             |
| عطار                    | attar                                          | من العطر والطيب | [ 113 ] [ 114 ]             |
| عنبر                    | Ambergris amber                                | الكهرمان - تحجر اشجار لتصبح كالاحجار الكريمة - وقد اخذت قديما من كلمة العنبر والعنبر مادة شمعية تنتج في معدة الحيتان واستخدمت تاريخيا في صناعة العطور. وبسبب البائعين العرب انتشرت كلمة امبرا في اللغات الأجنبية في أوساط القرون الوسطى وتحمل نفس المعنى العربي. وفي أواخر القرون الوسطى أضيف لها معنى أخر لأسباب غير مفهومة. الكلمتين أمبر وعنبر أستعملت لأكثر من ثلاث قرون. وأستحدث كلمة عنبر حتى تلغي غموض الكلمة. العنبر رمادي اللون وأصل كلمة (grey) فرنسي وتعني رمادي. | [ 115 ] [ 116 ] [ 117 ]     |
| العود                   | lute                                           | آلة موسيقية | [ 118 ] [ 119 ]             |
| غربال                   | garble                                         | γarbala, sift; ultimately from Latin cribellum, sieve | [ 120 ] [ 121 ] [ 122 ]     |
| غزال                    | gazelle                                        | | [ 123 ] [ 124 ] [ 125 ]     |
| غول                     | ghoul                                          | | [ 126 ] [ 127 ] [ 128 ]     |
| الفسطيط أو الفستيق      | fustic                                         | شجرة أمريكية تستخلص منها صبغة صفراءشجرة أمريكية تستخلص منها صبغة صفراء، قد يعود أصل الكلمة إلى الإغريقية (pistakē=πιστακη) | [ 129 ] [ 130 ] [ 131 ]     |
| فنك                     | fennec                                         | | [ 132 ] [ 133 ] [ 134 ]     |
| قرمز                    | kermes , crimson                               | حشرة تنتج لون قرمزي | [ 135 ] [ 136 ]             |
| قطن                     | cotton                                         | | [ 137 ] [ 138 ] [ 139 ]     |
| قنطار                   | quintal                                        | | [ 140 ] [ 141 ] [ 142 ]     |
| قهوة                    | coffee                                         | | [ 143 ] [ 144 ] [ 145 ]     |
| كافور                   | camphor                                        | مادة كيميائية شمعية، أبيض أو شفافة، عن الفارسية القدیمة وسنسکریت | [ 146 ] [ 147 ] [ 148 ]     |
| كحل                     | kohl                                           | مسحوق يستخدم لتجميل العيون | [ 149 ] [ 150 ]             |
| كروياء                  | caraway                                        | نبات عطري | [ 151 ] [ 152 ]             |
| كركم                    | curcuma/Crocus                                 | | [ 153 ] [ 154 ]             |
| لازورد                  | azure                                          | | [ 155 ] [ 156 ]             |
| لبان جاوي               | benzoin                                        | هو عبارة عن مادة راتنجية تستخرج من شجرة اندونيسية. شحنها تجار القرون الوسطى الموجودين في بحر العربي إلى الشرق الأوسط لبيعه كا مادة من العطور والبخور. استخدمت مادة الجاوي في أوروبا في القرن 15 . والتي كانت المصدر الأصلي لحمض البنزويك، والذي أصبح مصدر للبنزين في القرن 19 . | [ 157 ] [ 158 ]             |
| لوفة أو ليف             | loofah                                         | نبات | [ 159 ] [ 160 ] [ 161 ]     |
| ليلك                    | lilac                                          | from Arabic lilak, from Pers. lilak, variant of nilak "bluish," from nil "indigo" | [ 162 ] [ 163 ]             |
| مُخّير                    | mohair                                         | muxayyar, having the choice | [ 164 ] [ 165 ]             |
| مقرمة                   | macrame                                        | ستر فيه نقوش، من الفرنسية (embroidered veil) | [ 166 ] [ 167 ] [ 168 ]     |
| موسم                    | monsoon                                        | | [ 169 ] [ 170 ]             |
| موصلي                   | muslin                                         | نسيج منسوب لمدينة الموصل العراقية. | [ 171 ] [ 172 ] [ 173 ]     |
| مومياء                  | mummy                                          | mūmiyyā, embalmed corpse (ultimately from Persian). | [ 174 ] [ 175 ]             |
| طرف الغار               | Trafalgar                                      | | [ 176 ] [ 177 ]             |
| نارنج                   | orange                                         | From Arabic word naranj, from Sanskrit via Persian. | [ 178 ] [ 179 ] [ 180 ]     |
| نسيج أطلس الزيتون       | satin                                          | | [ 8 ] [ 9 ]                 |
| نظير                    | nadir                                          | naẓīr, parallel or counterpart | [ 181 ] [ 182 ]             |
| نيلة النيلي             | anil aniline                                   | مادة كيميائية للصبغ أزرق (من النيل النيل كلمة عربية أُخذت من السنسكريتي لغة الهند القديمة، وتعني الصبغ الأزرق وتستخرج من الهند الاستوائية. وأصبحت أنيل في القرون الوسطى العربية كلمة متداولة بدلا من الصبغ الأزرق في اللغة البرتغالية والأسبانية. وكان الصبغ الأزرق غير معروف في أوروبا حتى القرن 16. وتعني انيل في الإنجليزية الصبغ الأزرق الطبيعي أو النبات الاستوائي الأمريكي المستخرجة منها. والأنيلين كلمة تقنية في صبغ الكيمياء التي يرجع تاريخها ل منتصف القرن 19 أوروبا. | [ 183 ] [ 184 ]             |
| ياسمين                  | jasmine / jessamine                            | في الفرنسية جاسمين وهي زهرة ذات رائحة زكية | [ 185 ] [ 186 ]             |
| الأرضي-شوكي             | artichoke                                      | ويسمى الخرشوف - وهو نبات ذو أوراق شوكية. لدى كلمة خرشوف عدة سجلات بهذا المعنى في العصر العربي الأندلسي.مثل carchiofa في بدايات الأسبانية وcarciofjo في الإيطالية وحتى اليوم هي بمعنى خرشوف. وغير واضح كيف تحورت الكلمة إلى artichault في الفرنسية وarticiocch في الإيطالية الشمالية وفي الإنجليزية إلى archecokk في (1531), وartochock في (1542). وتبين القواميس الاشتقاق بأن الكلمة قد حورت. | [ 187 ] [ 188 ]             |
| الباكورة                | albacore                                       | السابق لاوانه وبالإنجليزية تعني التونة البيضاء | [ 189 ] [ 190 ]             |
| البرقوق                 | apricot                                        | البرقوق كلمة عربية وتعود إلى البيزنطية الأغريقية ومنها إلى كلمة praecoqua اللاتينية، وتعني " مبكر النضوج" وبالتحديد الدراق \ الخوخ المبكر بالنضوج. ومن اوائل التهجئات الأنجليزية للكلمة تتضمن: abrecok (1551), abrecox (1578), apricock (1593). وتعني هنا:المشمش | [ 191 ] [ 192 ]             |
| الحنة                   | alkanet                                        | مادة صبغية |                             |
| الزهر - النرد           | hazard                                         | from French 'hasart', probably through Spanish, from Arabic al-zār, the die; said by William of Tyre to be ultimately from the name of Castle Hasart' or 'Asart' in Syria | [ 193 ] [ 194 ]             |
| العصارة                 | alizarin                                       | مركب عضوي يسمى (أليزارين) من عصارة جذور نبات - يستخدم للصباغة |                             |
| الغطاس                  | albatross                                      | نوع من الطيور كثير الغطس يدعى القطرس | [ 195 ] [ 196 ]             |
| القلي                   | alkali                                         | مصطلح كيميائي (قلوي). القلي مادة مستحضرة من رماد بعض النباتات. خاصة النباتات التي تنمو في تربة مالحة. وقال الجوهري (توفى في 1003) " القلي يحصل علية من نبات الأشنان. والقلي في القرون الوسطى تتكون أساسا من كربونات الصوديوم وكربونات البوتاسيوم. وأستخدمه العرب كعنصر في صنع الصابون وصنع الزجاج. وأول السجلات المعروفة لدى الغرب كان في القرن 13 في الكيمياء اللاتينية وتستخدم بنفس المعنى الموجود لدى العرب. | [ 197 ] [ 198 ]             |
| قُمرة                    | camera                                         | القُمرة - أي الغرفة السوداء. |                             |
| المناخ                  | almanac                                        | أي الروزنامة وقد اخذ المسمى من (كتاب المناخ) لابن البنا المراكشي | [ 199 ]                     |
| بُرنُس                    | burnous / burnoose                             | عن اليونانية "بِروس | [ 200 ] [ 201 ]             |
| باب خانة                | barbican                                       | تحصين القلاع في القرون الوسطى | [ 202 ]                     |
| برية                    | barrio                                         | تعني إقْلِيم أو حي. في إسبانيا، والعديد من بلدان أمريكا اللاتينية والفلبين، يستخدم المصطلح أيضًا رسميًا للدلالة على تقسيم البلدية. | [ 203 ] [ 204 ]             |
| طُبّاق                    | tobacco                                        | نبات يطلق عليه اليوم تبغ |                             |
| ترجمان                  | dragoman                                       | tarjumān, from Aramaic turgemānā, in turn from Akkadian. | .                           |
| تعريفة                  | tariff                                         | الضريبة التي تُدفع عند الدخول لأي حاجز سياسي. | [ 207 ] [ 208 ]             |
| تفريق                   | traffic                                        | tafriq, distribution. According to, 'Klein suggests ultimate derivation of the It. word from Arabic tafriq "distribution."' |                             |
| جابري                   | gibberish                                      | نسبة إلى عالم الكيمياء جابر بن الحيان |                             |
| حب المسك                | abelmosk                                       | نبات | [ 209 ] [ 210 ]             |
| حبل أو كَبل              | Cable                                          | من كلمة كبل العربية |                             |
| حريم                    | harem                                          | التحريم لمكان او أي شيء | [ 211 ]                     |
| دقل - بلح               | date                                           | Possibly from Arabic daqal "date palm".; alternatively from French datte, from Latin dactylus, from Greek daktylos, a finger, a date |                             |
| ديوان                   | divan                                          | dīwān, from Persian. | [ 212 ]                     |
| راحة اليد               | racquet or 'racket'                            | | [ 213 ]                     |
| رخ                      | roc                                            | طائر أسطوري. |                             |
| رز                      | rice                                           | "riz", from Arabic . ; usually derived as O. Fr. ris, from Latin and Greek oryza, ultimately Tamil arisi |                             |
| رزق                     | risk                                           | possibly from Arabic rizq, but also argued to be from Greek |                             |
| رزمة                    | ream                                           | rizma, bale, bundle (quantity of sheets of paper) | [ 214 ] [ 215 ]             |
| سرنديب                  | serendipity                                    | | [ 216 ]                     |
| سفر                     | safari                                         | from Swahili safari, journey, in turn from (Arabic: safar). | [ 217 ]                     |
| سكة                     | sequin                                         | sikka, die, coin | [ 218 ] [ 219 ]             |
| سلوقي                   | Saluki                                         | |                             |
| سمَاق                    | sumac                                          | نبات | [ 220 ] [ 221 ] [ 222 ]     |
| سمسم                    | sesame                                         | From Arabic simsim originally from Akkadian shimshime |                             |
| شَفّ                      | chiffon                                        | (نَسِيجٌ رَقِيق) | [ 6 ]                       |
| شَكّ                      | jacket                                         | اليوم تقابل: سترة. | [ 223 ] [ 224 ]             |
| شاه مات أو كش مات       | checkmate                                      | موت الملك - شطرنج | [ 225 ] [ 226 ] [ 227 ]     |
| صَكّ                      | Cheque                                         | شيك |                             |
| صودا، صوديوم            | soda , Sodium                                  | سوادة-سويد-سويدة |                             |
| ضرب                     | drub                                           | possibly Arabic 'daraba', "beat". (OED). |                             |
| طاسة - طشت / وعاء       | tazza                                          | ṭašt, round, shallow, drinking cup made of metal. Amer. Heritage Dict. | [ 228 ]                     |
| طاقية                   | toque                                          | اليوم تقابل: طاق. |                             |
| طرحة                    | tare                                           | اليوم تقابل: وزن فارغ. | [ 229 ] [ 230 ]             |
| طلاسم                   | talisman                                       | a blend of the Arabic loan from Greek and the Greek itself |                             |
| عتابي                   | tabby                                          | نوع من النسيج. | [ 231 ] [ 232 ]             |
| عفريت                   | Ifrit - efreet-ifreet-afrit-afreet             | مصطلح قديم يطلق على الشيطان والجن وتروى حكايات شبه خيالية عنه في حكايات ألف ليلة وليلة العربية. | [ 233 ]                     |
| عوار                    | average                                        | بضاعة اصابها عطب في البحر - وكانت تحسب وقتها متوسط التأمين للخسائر التجارية. ظهرت أول سجلات لهذه الكلمة في اللغات الأجنبية في جنوة في القرن 12. وأول استخدام للكلمة لدى الغرب كان في مجال التجارة البحرية على البحر المتوسط، وكان معناها يختلف كثيراُ عما هو عليه في اللغة الإنجليزية اليوم. ومصدر الكلمة العربية كان من كلمة عوار أي خلل أو عيب. وكلمة عوارية وتعني خلل أو ضرر وكلمة العوارية السبب وراء منشأ كلمة avaria بالإيطالية ومعناها نفقات ضرر أو خسارة غير متوقعة خلال القافلة التجارية البحرية. الكلمة avaria الإيطالية سبب وجود كلمة avarie الفرنسية ومنها وجود الكلمة averay وaverage الأنجليزية وجميعهم لديهم نفس المعنى. لكن في اللغة الإيطالية اليوم avaria لا تزال تعني " الضرر". في وقت لاحق من بدايات عقود القوانين البحرية التجارية الغربية الحديثة في العصور الوسطى . إذا ضربت السفينة عاصفة سيئة كان لابد من رمي بعض السلع في البحر لجعل السفينة أخف وزنا وأكثر أمانا، والتجار المؤمنة بضائعهم يعانون من الضرر نسبيا ولذلك وجب وجود المساواة في الضرر مع التجار الملقأه بضائعهم في البحر. ومن هنا اعتمدت الكلمة بواسطة شركات التأمين البريطانية، والدائنين، والتجار الذين يتحدثون عن التلفيات. ووضع وتطور المعنى الحديث في منتصف القرن 18 الإنجليزي. | [ 234 ]                     |
| غرّافة                   | carafe                                         | إناء للشراب. |                             |
| فقير                    | Fakir                                          | الشخص اللذي لا يمتلك المال. | [ 235 ] [ 236 ]             |
| قات                     | qat / khat                                     | نوع من النبات. |                             |
| قالب                    | caliber                                        | اليوم تقابل: عيار. | [ 237 ] [ 238 ] [ 239 ]     |
| قبة                     | alcove                                         | | [ 240 ] [ 241 ]             |
| قرقور / السفينة الطويلة | carrack                                        | |                             |
| قز                      | gauze                                          | حرير خام، اليوم تقابل: شاش. |                             |
| قسمة                    | kismet                                         | نصيب. | [ 242 ] [ 243 ]             |
| قميص                    | Camise                                         | |                             |
| قند                     | candy                                          | حلوى | [ 244 ] [ 245 ]             |
| قيثارة                  | Guitar                                         | |                             |
| كَبَابَة                   | cubeb                                          | نَبَات مِن الْفَصِيلَة الْفُلْفُلِيَّة تُسْتَخْدَم ثِمَارُهُ فِي الْعِلَاج) | [ 246 ] [ 247 ] [ 248 ]     |
| كمون                    | Cumin                                          | أخذت من الإسبانية كومينو خلال فترة حكم العرب لإسبانيا في القرن 15 |                             |
| كيمياء                  | chemistry                                      | |                             |
| لبن                     | Leban                                          | |                             |
| ليمة                    | lime                                           | فاكهة اللومي |                             |
| ليمون                   | Lemon                                          | | [ 249 ] [ 250 ]             |
| مارد                    | Marid                                          | |                             |
| مخزن                    | magazine                                       | | [ 251 ] [ 252 ]             |
| مرفوض                   | mafia                                          | اليوم تقابل: مافيا. |                             |
| مرقشيثا                 | marcasite                                      | نوع من المعادن. | [ 253 ] [ 254 ] [ 255 ]     |
| مسح أو مس               | massage                                        | uncertain whether ultimately from either Arabic massa, to stroke, or from Greek massein, to knead |                             |
| مسكرة                   | mascara                                        | مأخوذة من كلمة مسخرة عندما كان يستخدمها المهرجون لتلوين الوجه. |                             |
| مطرح أو مرتبة           | mattress                                       | matrah, (1) spot where something is thrown down; (2) mat, cushion | [ 256 ] [ 257 ]             |
| نخاع، منخع              | nucha (anatomical term for 'nape of the neck') | nape of the neck. Via Medieval Latin, from Arabic nuḫā', marrow, spinal cord. | [ 258 ]                     |
|                         | caramel                                        | possibly from Arabic, more likely from Latin cannamellis, burnt honey |                             |
| خِلعة                    | gala                                           | perhaps from Arabic khil'a, fine garment given as a presentation. ; so far certainly rooted in French gala, show - from Italian gala, finery |                             |
| مُوَلَّد                    | Mulatto                                        | اليوم تقابل: مولاتو. |                             |

## وصلات خارجية
- القاموس المجاني من إصدارات جامعة أكسفورد نسخة محفوظة 20 ديسمبر 2013 على موقع واي باك مشين.
- قاموس تاريخ الألفاظ
- موقع وزارة الخارجبة الأمريكية.